# Cidadã de segunda classe (romance)
Second-class Citizen (publicado no Brasil com o título Cidadã de segunda classe) é um romance da escritora feminista nigeriana Buchi Emecheta, publicada originalmente em 1974 em Londres pela editorial Allison e Busby. Em 1975 nos Estados Unidos foi publicado pela editorial George Braziller.
O livro conta a história de Adah de forma cronológica, desde sua infância e traumas até seus planos de estudar e ir para o Reino Unido, descrevendo suas impressões sobre o mundo ao seu redor.
Trata de uma mulher nigeriana que supera a estrita dominação tribal das mulheres e os inumeráveis contratempos até conseguir uma vida independente para ela e seus filhos. A novela costuma descrever-se como semiautobiográfica. 
O relato da protagonista Adah desde a Nigéria a Londres, onde, apesar de umas duríssimas condições de vida e um casal violento, "encontra refúgio em seu sonho de se converter em escritora", segue de perto a própria trajetória de Emecheta.